# Kiss Me, Stupid
Kiss Me, Stupid (em português: Beija-me, Idiota) é um filme de comédia dos Estados Unidos de 1964, realizado por Billy Wilder baseado na peça L'ora della fantasia de Anna Bonacci.

## Sinopse
Um cantor,Dino, após terminar a sua temporada em Las Vegas, vai para a estrada para participar num programa especial de TV. Porém no meio da viagem tem de mudar de direção, pois houve um acidente e a estrada está bloqueada.
Desta forma terá de passar por Climax, Nevada, uma pequena cidade. Ali mora Orville J. Spooner, um professor de piano clássico que é muito ciumento da sua mulher, Zelda. Como está difícil viver dando aulas de piano, ele e Barney, tentam escrever uma canção que seja aceita por algum grande cantor. Quando Dino chega à cidade, a dupla vê a oportunidade que esperava.

## Elenco
- Dean Martin — Dino
- Kim Novak — Polly / Zelda
- Ray Walston — Orville J. Spooner
- Felicia Farr — Zelda Spooner / Polly
- Cliff Osmond — Barney
- Barbara Pepper — Bertha
- Skip Ward — leiteiro
- Doro Merande — sra. Pettibone
- Tommy Nolan — Johnnie Mulligan
- Alice Pearce — sra. Mulligan
- John Fiedler — reverendo Carruthers
- Arlen Stuart — Rosalie Schultz
- Howard McNear — sr. Pettibone
- Cliff Norton — Mack Gray
- Mel Blanc — dr. Sheldrake
- Bobo Lewis — empregada de Bar

## Produção
O diretor Wilder inicialmente ofereceu o papel de Orville Spooner a Jack Lemmon (marido de Farr), a quem tinha dirigido anteriormente em Some Like It Hot, The Apartment e Irma la Douce, mas por compromissos anteriores o ator foi forçado a recusar. Foi contratado então Peter Sellers, que filmou durante seis semanas até sofrer uma série de 13 ataques cardíacos, tendo sido hospitalizado no Cedars of Lebanon Hospital. Quando recebeu alta, o ator voltou para a Inglaterra por ordens médicas para um descanso de seis meses. Sem querer esperar, Wilder preferiu substituí-lo e refilmou todas as cenas com o ator .
Marilyn Monroe era a preferida para o papel de Polly the Pistol durante a pré-produção em 1962. Com o falecimento dela, Jayne Mansfield foi cotada. Monroe e Mansfield eram rivais na época e parecia a escolha óbvia, mas a atriz estava grávida e não quis o papel. Foi então substituída por outra loira, Kim Novak. 
Wilder era amigo de Ira Gershwin e lhe perguntou se não gostaria de compor algumas canções escritas como sendo dos personagens Barney e Orville. Gershwin sugeriu a ele escrever as letras para músicas não gravadas de seu irmão George. Como resultado, o filme trouxe o lançamento de três canções dos Gershwins: "Sophia," "I'm a Poached Egg" e "All the Livelong Day" . 
As locações foram em Twentynine Palms, Califórnia. A sequência de abertura foi filmada no Sands Hotel em Las Vegas, aproveitando parte do show real de Dean Martin e mostrando a fachada do hotel. Algumas cenas interiores foram no Aquarius Theatre e no Moulin Rouge Night Club em Los Angeles. O carro que Martin dirige em cena é mesmo seu. 
A Legião Católica da Descência (Catholic Legion of Decency) atacou fortemente o filme. Wilder aceitou algumas sugestões para suavizar o adultério cometido por Zelda com Dino, mas sua recusa em efetuar outras mudanças pedidas levou à condenação do filme, o primeiro desde Baby Doll de 1956. A United Artists decidiu lançar o filme sob a marca da Lopert Pictures, uma subsidiária anteriormente usada para filmes importados.
Wilder mencionou poucas vezes esse filme em entrevistas posteriores. Em On Sunset Boulevard: The Life and Times of Billy Wilder, biografia de autoria de Ed Sikov ele afirma (em tradução livre): "Eu não sei porque o filme escandalizou as pessoas. É o filme mais burgês que existe", ele declara. "Um homem quer uma carreira e a pessoa que quer ajudá-lo, quer dormir com a sua esposa (...) O público aceitou The Apartment porque foi melhor concebido, melhor escrito e melhor lubrificado".